# Thoon
Thoon è un personaggio della mitologia greca.
Thoon è un Gigante, figlio di Gea (la madre terra) e Tartaro (l'abisso) ed è la nemesi delle Moire (Parche, per i Romani) che nella Gigantomachia, insieme ad Agrios viene bastonato a morte dalle Moire.